# Nationaal Monument Kamp Vught

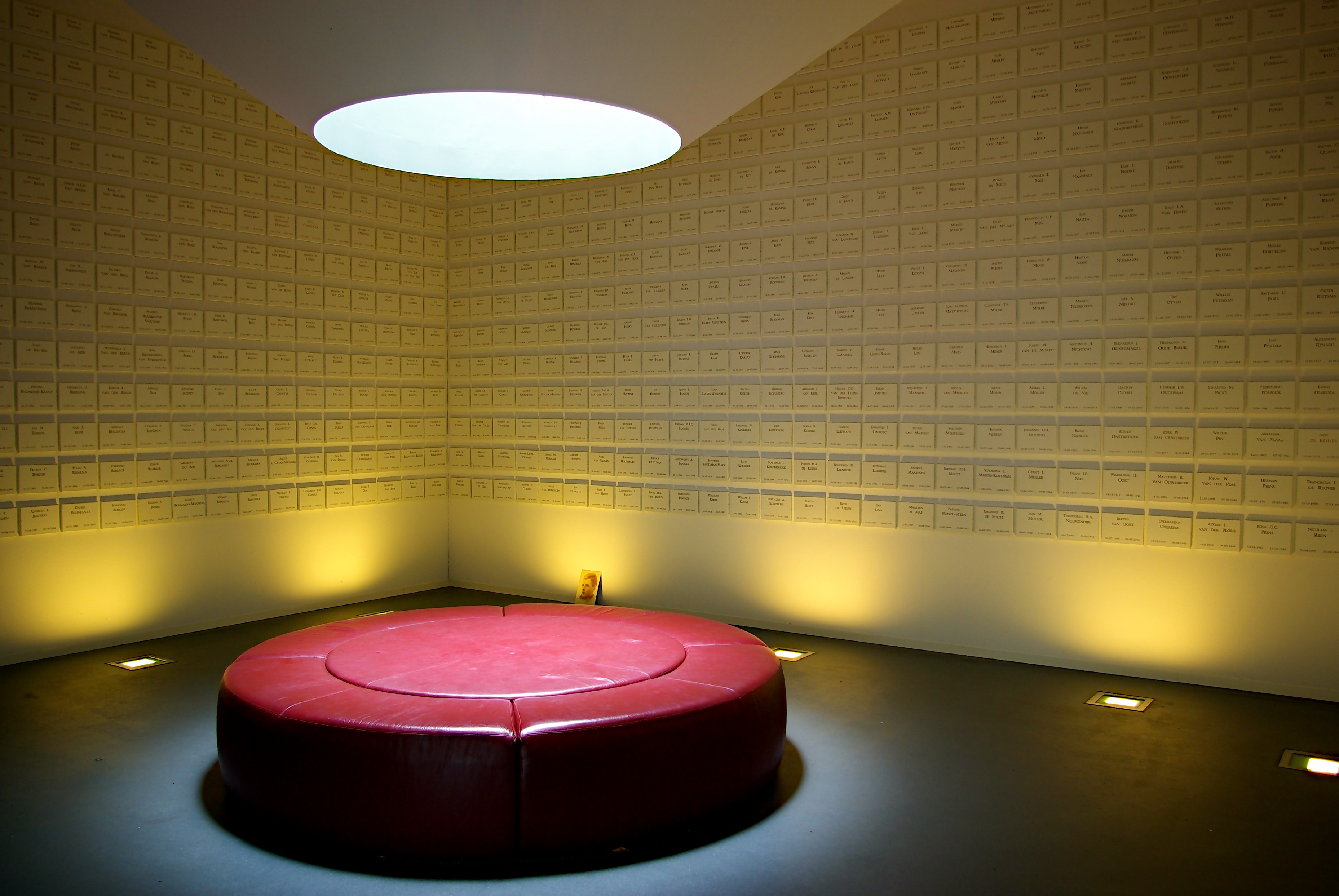
Bezinningsruimte met de namen van alle mannen, vrouwen en kinderen die het verblijf in Kamp Vught niet overleefden

Nationaal Monument Kamp Vught is een herdenkingsplaats met museum in de plaats Vught in de Nederlandse provincie Noord-Brabant, over het concentratiekamp Kamp Vught dat daar in de Tweede Wereldoorlog gevestigd was. De herinneringsplaats werd gesticht in 1990, in 2002 werd een tentoonstellingsgebouw toegevoegd. Het monument bevindt zich op de noordoostpunt van het voormalige kampterrein.

## Buitenterrein
Op het buitenterrein bevindt zich een nagebouwde halve barak, nummer 13b, en een aantal nagebouwde wachttorens. De wachttorens zijn lager dan de originele torens, omdat men anders over de muren van de verderop op het voormalige kampterrein gelegen penitentiaire inrichting heen zou kunnen kijken.
Het voormalige crematorium van het concentratiekamp staat ook op het buitenterrein, het is het enige museumonderdeel dat niet gereconstrueerd is. In het crematorium is ten behoeve van het monument de cel waarin zich het bunkerdrama afspeelde nagebouwd. Aan de achterzijde van het gebouw bevindt zich het Monument der verloren kinderen.

## Barak 1b
Barak 1b is de enige overgebleven originele barak van het concentratiekamp. Hij bevindt zich niet in het monumentgedeelte van het terrein, maar op een ander deel van het voormalige kamp, bij het Geniemuseum.
De barak huisvestte tijdens de oorlog de postafdeling en een kantine. Na hun verplaatsing naar Nederland na de Indonesische Onafhankelijkheidsoorlog werden er KNIL-soldaten uit de Molukken met hun gezinnen in het kamp ondergebracht en was deze barak in gebruik als kerkruimte. Alle andere barakken zijn voor 1992 gesloopt. Ook deze laatste barak verloor in 1996 zijn functie en raakte in verval. In 2012 is hij gerestaureerd.

## Foto's
In maart 2021 werd bekend dat Nationaal Monument Kamp Vught voor het eerst drie foto's in bezit heeft gekregen van een transport van joden vanaf station Vught.

## Onderscheidingen
- 2016 - VriendenLoterij Museumprijs

## Afbeeldingen

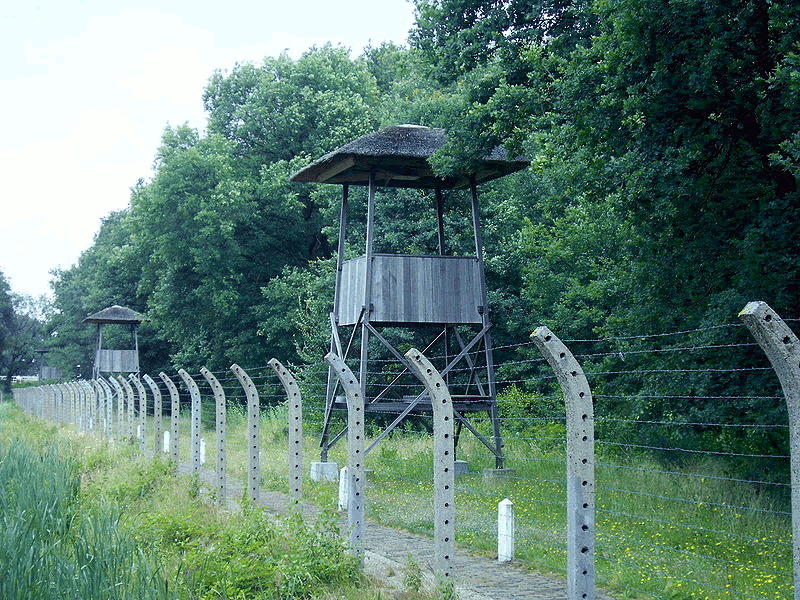
Wachttorens
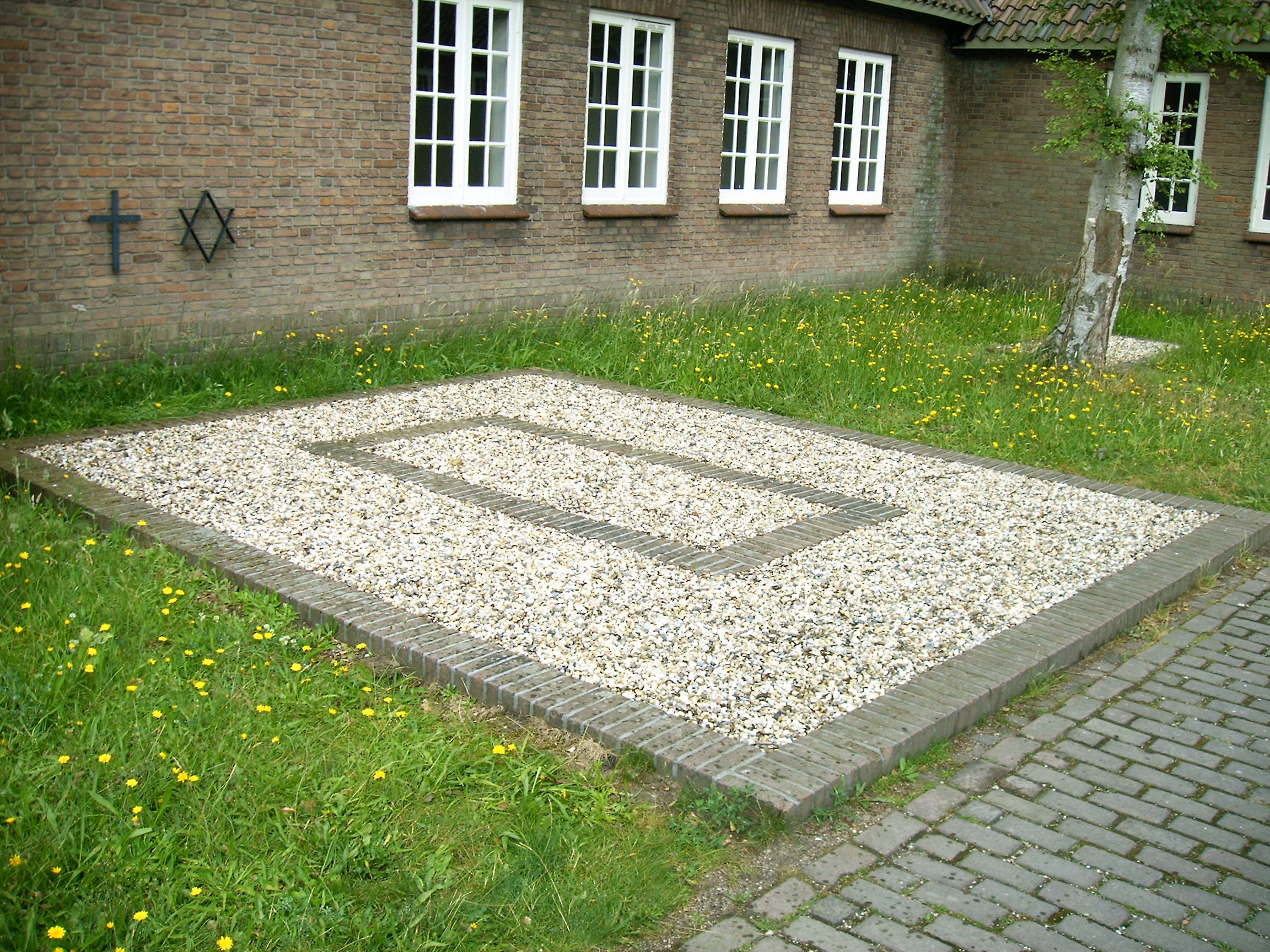
Asput bij het crematorium
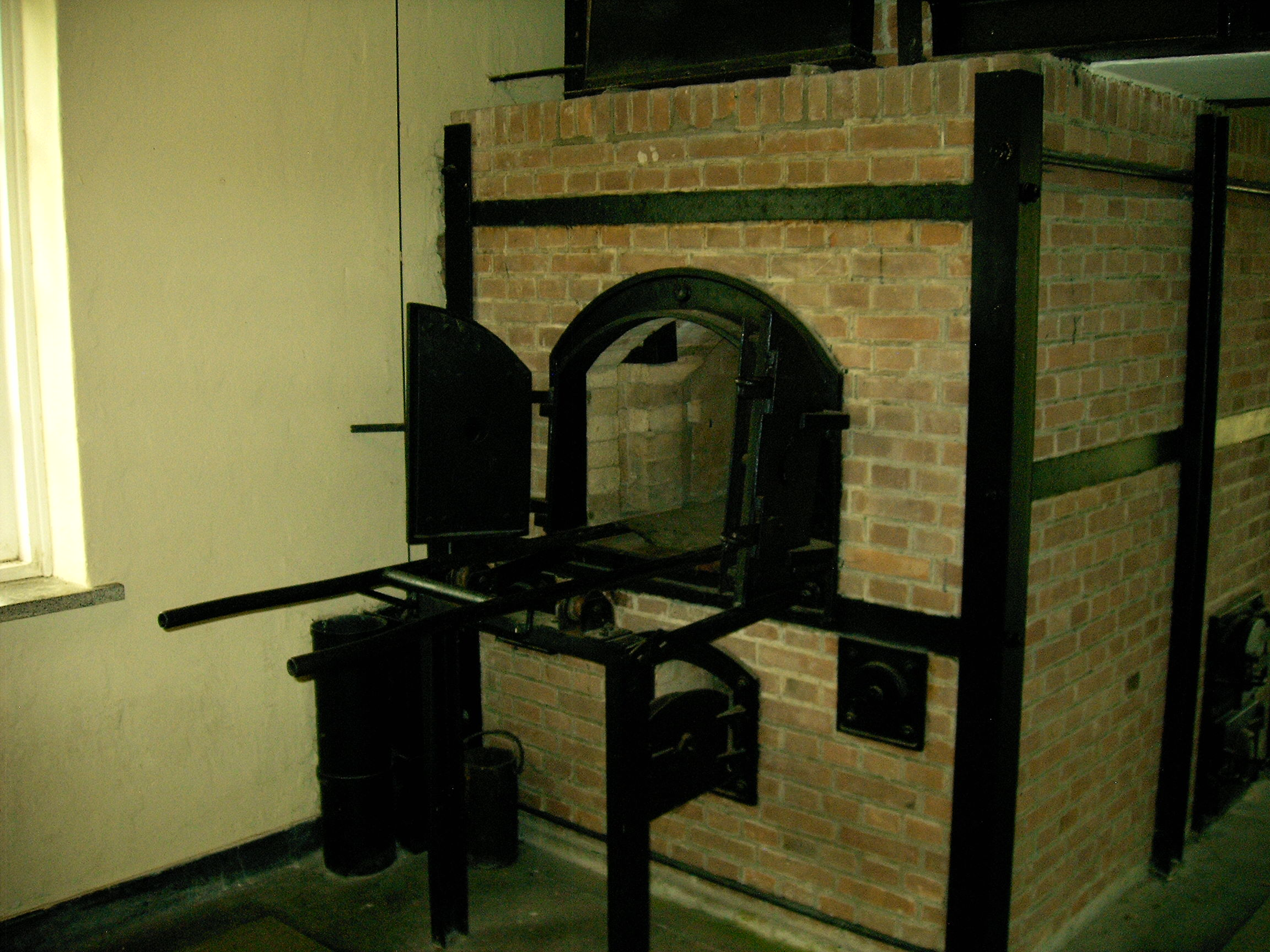
Oven in het crematorium
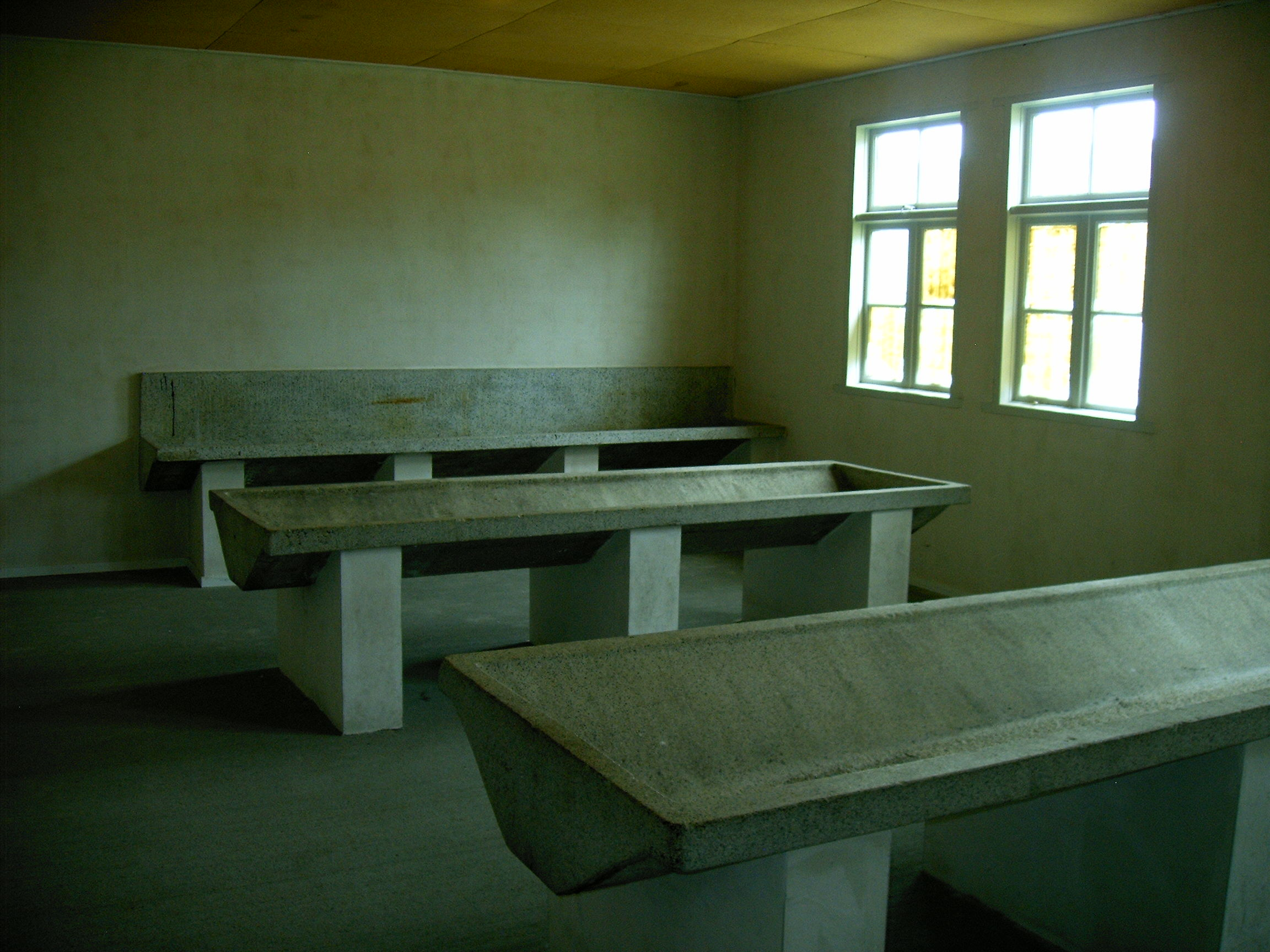
Wasruimte in de barak
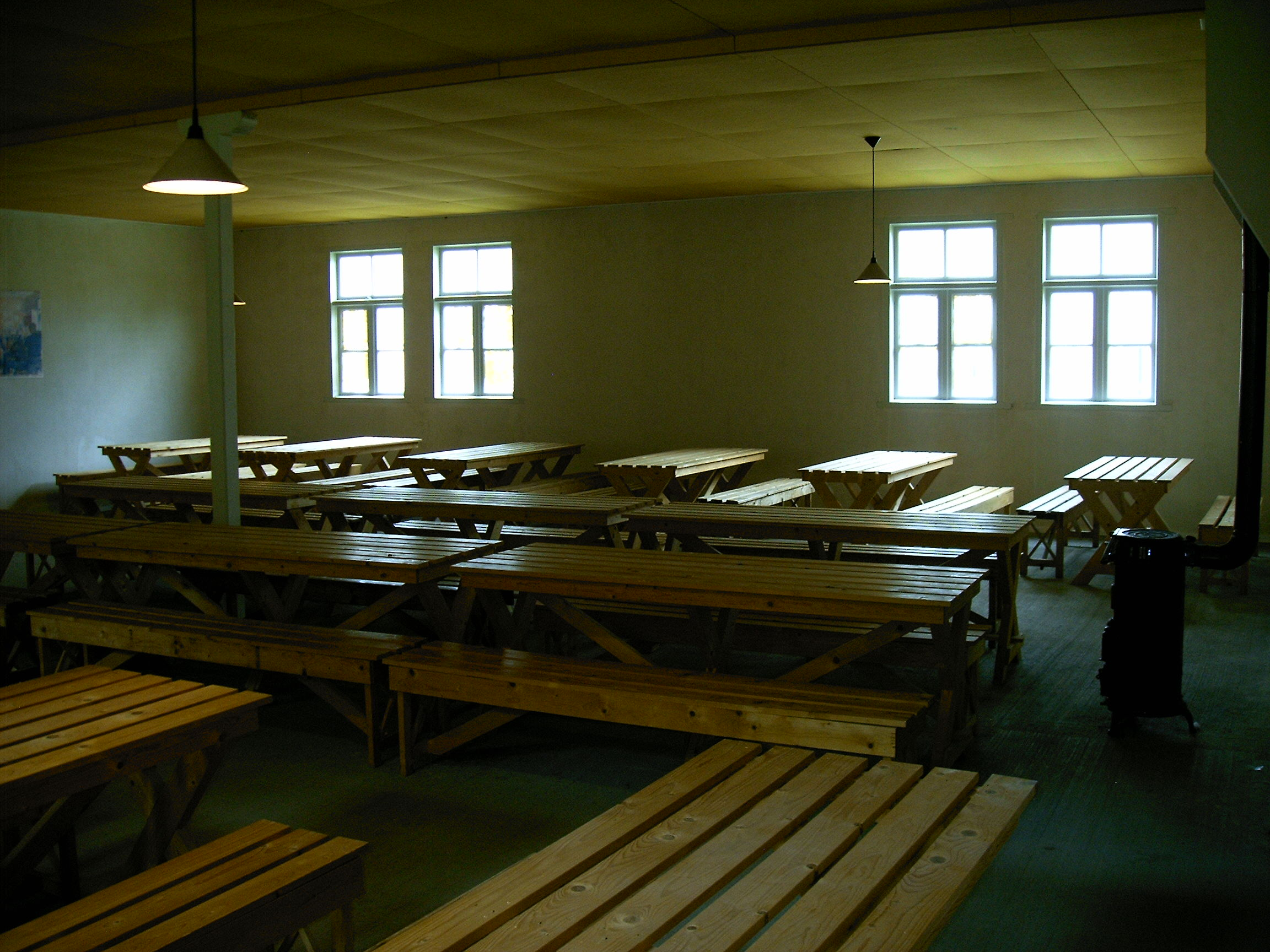
Leefruimte in de barak
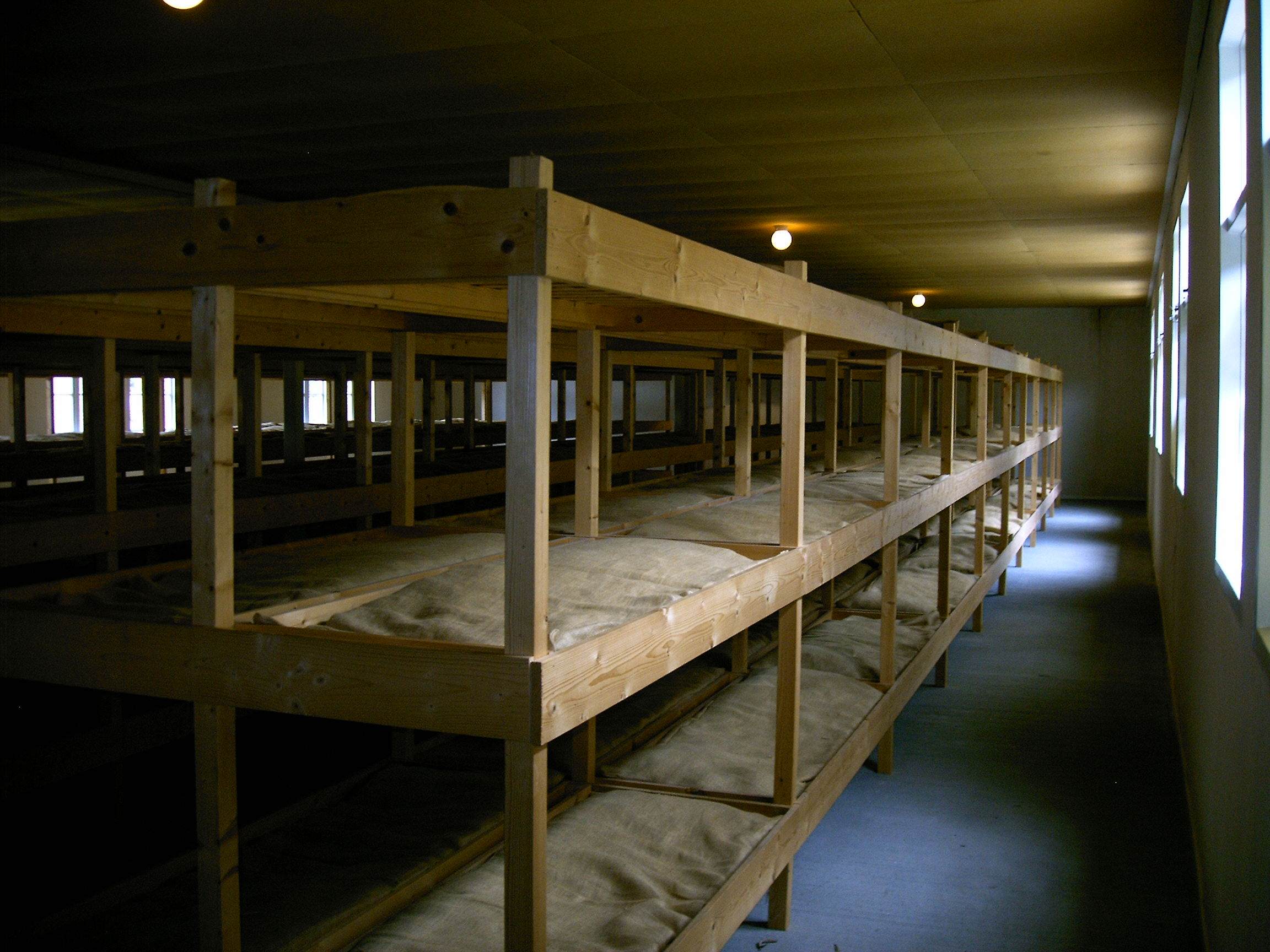
Bedden in de barak